# Rohan-getijdenboek

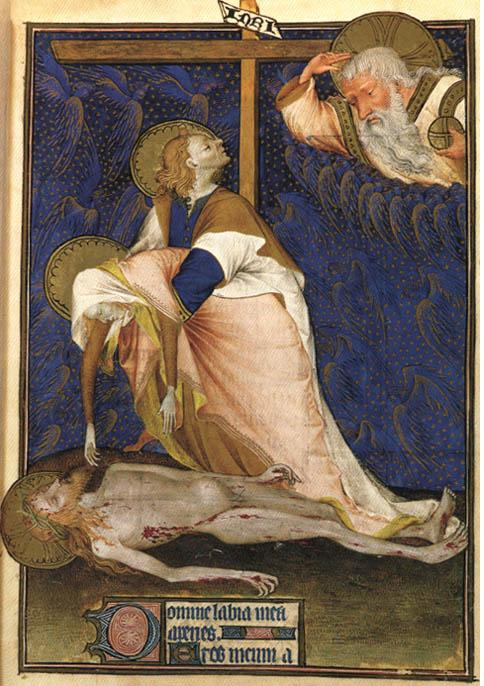
Bewening door de Maagd, f. 135r

Het Rohan-getijdenboek is een verlucht getijdenboek voor het gebruik van Parijs. Het boek werd tussen 1419 en 1427 verlucht door de Rohan-meester waarschijnlijk in Angers. Het wordt nu bewaard in de Bibliothèque nationale de France als ‘Latin 9471’. Het boek werd het Rohan-getijdenboek genoemd omdat op verschillende folia de wapens van de familie de Rohan voorkomen, maar die zijn niet origineel, maar werden later in de 15e eeuw toegevoegd.

## Beschrijving
Het handschrift bestaat uit 239 perkamenten folia van 290 bij 200 mm. Het tekstblok meet 150 bij 85 mm. De Latijnse tekst is geschreven in een littera textualis in een kolom met 14 lijnen per blad. In een tweede kolom is steeds een kleine miniatuur met een verklarende tekst geplaatst. De notities bij de miniaturen en de rubrieken zijn geschreven in het Middelfrans. Het handschrift bevat elf volbladminiaturen, vierenvijftig grote miniaturen en meer dan 200 kleine.
Het boek is gebonden in de 17e eeuw in een bruine kalfslederen band.

## Geschiedenis
Het getijdenboek werd misschien gemaakt in opdracht van Yolande van Aragón van het Franse huis van Anjou voor haar neef Karel, toen nog de dauphin of voor een van haar zoons Lodewijk of René. De bestemmeling was alleszins een man want de gebeden zijn in mannelijke vorm opgesteld. Bij het uitvoeren van dit werk zouden de artiesten inzage gehad hebben in de Belles Heures, die Yolande had gekocht uit de nalatenschap van de hertog van Berry. Enkele figuren zijn gebaseerd op Les Très Riches Heures du duc de Berry, maar dit handschrift werd niet systematisch als model gebruikt. Talrijke miniaturen en figuren in de Rohan getijden zijn gebaseerd op miniaturen uit deze Belles Heures.
Een andere hypothese is dat het werk werd besteld door de Rohan familie voor het huwelijk van Karel van Anjou, graaf van Maine, met de dochter van Alain IX van Rohan, maar dat huwelijk ging niet door. Later in de vijftiende eeuw was het handschrift in het bezit van Isabella Stuart (1426-1495), hertogin van Schotland en kwam daarna terug terecht bij huis Rohan. In de zeventiende eeuw zat het in het professenhuis van de jezuïeten in Parijs om daarna vinden we het terug in de bibliotheek van Louis César de La Baume Le Blanc de hertog de la Vallière. Diens erfgenamen verkochten het in 1784 aan de koninklijke bibliotheek voor 1850 Parijse ponden.

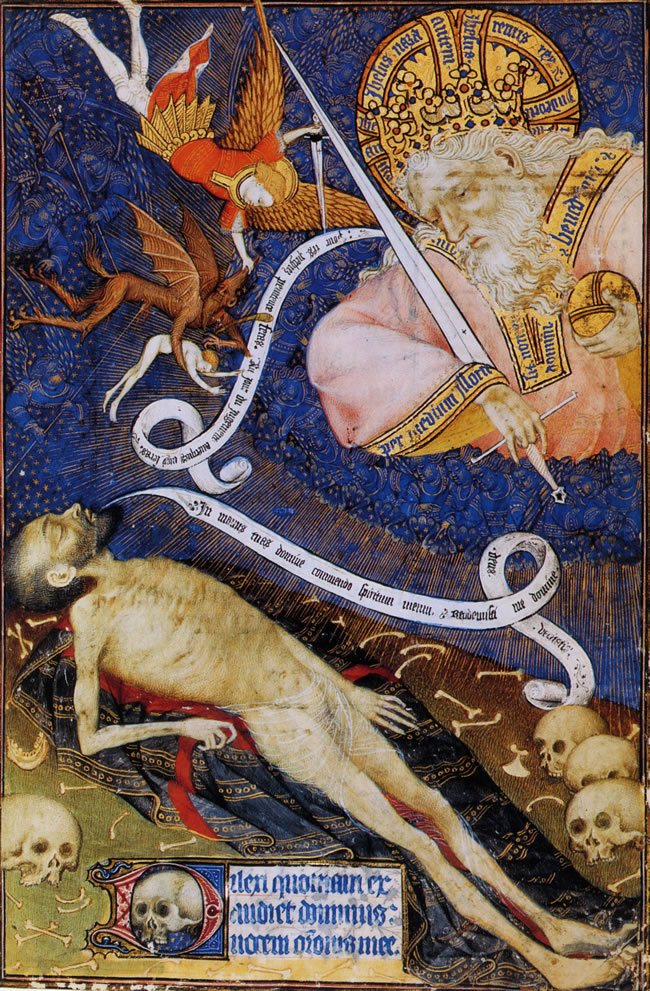
Bewening door de Maagd, f159r

## Inhoud
Het boek bevat de traditionele onderdelen van een getijdenboek zoals de kalender, in het Frans, het Obsecro te en het O intemerata, het Kleine Officie van Onze Lieve Vrouw, de Boetepsalmen, de Litanie van alle Heiligen, het Dodenofficie en een reeks andere gebeden. Opmerkelijk is een Leven van de heilige Margaretha, geschreven in het Frans, dat in het boek is opgenomen.
De inhoudslijst ziet er als volgt uit:
- ff.1r-18v: Kalender (3 folia per maand)
- ff.19r-20v: Uittreksel uit het Evangelie volgens Johannes
- ff.21r-22v: Uittreksel uit het Evangelie volgens Matteüs
- ff.23r-24v: Uittreksel uit het Evangelie volgens Marcus
- ff.25r-26r: Uittreksel uit het Evangelie volgens Lucas
- ff26v-29r: Fragment uit de passie volgens Johannes
- ff.29v-33r: Obsecro te
- ff.33v-37v: O intemarata
- ff38v-f40v: Diverse gebeden tot Christus en Maria
- ff.41v-44v: De vijf smarten van Onze Lieve Vrouw (in het Middelfrans)
- ff.45v-112v: Kleine Officie van Onze Lieve Vrouw
  - ff.45v-69v: Mariagetijden - metten
  - ff.70v-79v: Mariagetijden -lauden
  - ff.80r-85r: Mariagetijden - priem
  - ff.86r-89v: Mariagetijden - terts
  - ff.90v-94r: Mariagetijden - sext
  - ff.95r-98v: Mariagetijden - none
  - ff.99v-106r: Mariagetijden - vespers
  - ff.107r-112v: Mariagetijden - completen
- ff.113r-126v: Boetepsalmen
- ff.126v-134v: Litanie van alle Heiligen
- ff.135v-143r: Kleine getijden van het Heilig Kruis
- ff.144r-147v: Kleine getijden van de Heilige Geest
- ff.148r-153v: De vijftien vreugden van Maria
- ff.154v-158r: Zeven gebeden tot Onze Heer

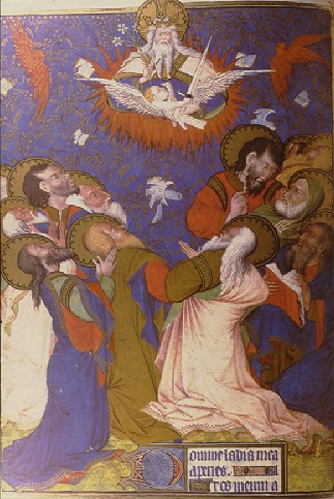
Pinksteren, f143r

- ff.159v-209r: Dodenofficie
- ff.209v-236r: Suffragia
- f236v: Stabat Mater

## Verluchting
Er zijn meerdere handen aan te wijzen die aan het handschrift hebben meegewerkt. De bijzonderste miniaturist die aan het handschrift werkte en er naar genoemd werd, de Rohan-meester, wijkt volledig af van de verluchtingsstijl van de periode waarin hij werkte. Hij bekommert zich in tegenstelling tot zijn tijdgenoten, niet om realisme, landschappen, verhalende voorstelling, atmosferisch perspectief of dieptewerking. Hij is vooral geïnteresseerd in het weergeven van emoties, dramatiek en gevoelens en doet dat op een meesterlijke manier. Maar het grootste gedeelte van de miniaturen in het handschrift werden geschilderd door assistenten die met hem samenwerkten en is dus niet van dezelfde kwaliteit.
Het manuscript bevat twee cycli van miniaturen. De eerste die, bestaat uit de volbladminiaturen en de grote miniaturen, is gemaakt voor de illustratie van de conventionele tekst van het getijdenboek. De grote miniaturen nemen een halve bladzijde in en worden ook gebruikt voor de illustratie van de gebruikelijke tekst onder meer in de kalender (12 stuks), bij de evangelie-uittreksels (5 stuks) en de suffragia (25 stuks). De overige halfbladminiaturen zijn gebruikt ter illustratie binnen de getijden en het dodenofficie. In deze cyclus stonden miniaturen of delen ervan uit de Belles Heures van de hertog van Berry model. In twee afbeeldingen gebruikten de miniaturisten figuren die voorkomen in de Très riches Heures.
De tweede cyclus bestaat uit de kleine miniaturen die telkens worden verklaard met een in het Middelfrans geschreven tekst bij de miniatuur. Deze miniaturen zijn illustraties van het Bijbelverhaal en illustreren het Oude Testament. Samen vormen deze kleine miniaturen een Bible moralisée. Het model voor dit beeldverhaal was de Bible Moralisée die we kennen als de Bnf Fr. Bible Historiée toute figurée 9561. In de oorspronkelijke Bijbel worden telkens twee scènes, een uit het Oude Testament en een overeenkomstige uit het Nieuwe Testament op een bladzijde afgebeeld, in het getijdeboek staan ze op opeenvolgende bladzijden. De volgorde van de tekeningen in de Bijbel is doorheen gehaald in het getijdenboek we vinden ze nu terug op ff. 1-26, ff. 45-209, ff. 27-44 en ff. 210-239. Het is dus duidelijk dat de katernen vier en vijf niet in de juiste volgorde werden beschilderd bij de overname van de Bible moralisée.
Bij vergelijking is het duidelijk dat het Italiaanse manuscript, geschreven in een Italiaans Frans, model stond voor het getijdenboek. De tekeningen waren van de hand van Italiaanse miniaturisten, zoals duidelijk kan afgeleid worden uit de stijl en door nota’s in het Italiaans, over het uit te voeren schilderwerk, die hier en daar bewaard bleven. De Bijbel was in de tijd dat het getijdenboek ontstond in het bezit van het huis Anjou.
De miniaturen in dit getijdenboek zijn van een zeer diverse kwaliteit. Sommigen worden gerekend tot het beste van wat in de 15e eeuw werd voortgebracht, andere (onder meer de Bijbelcyclus) zijn duidelijk inferieur.

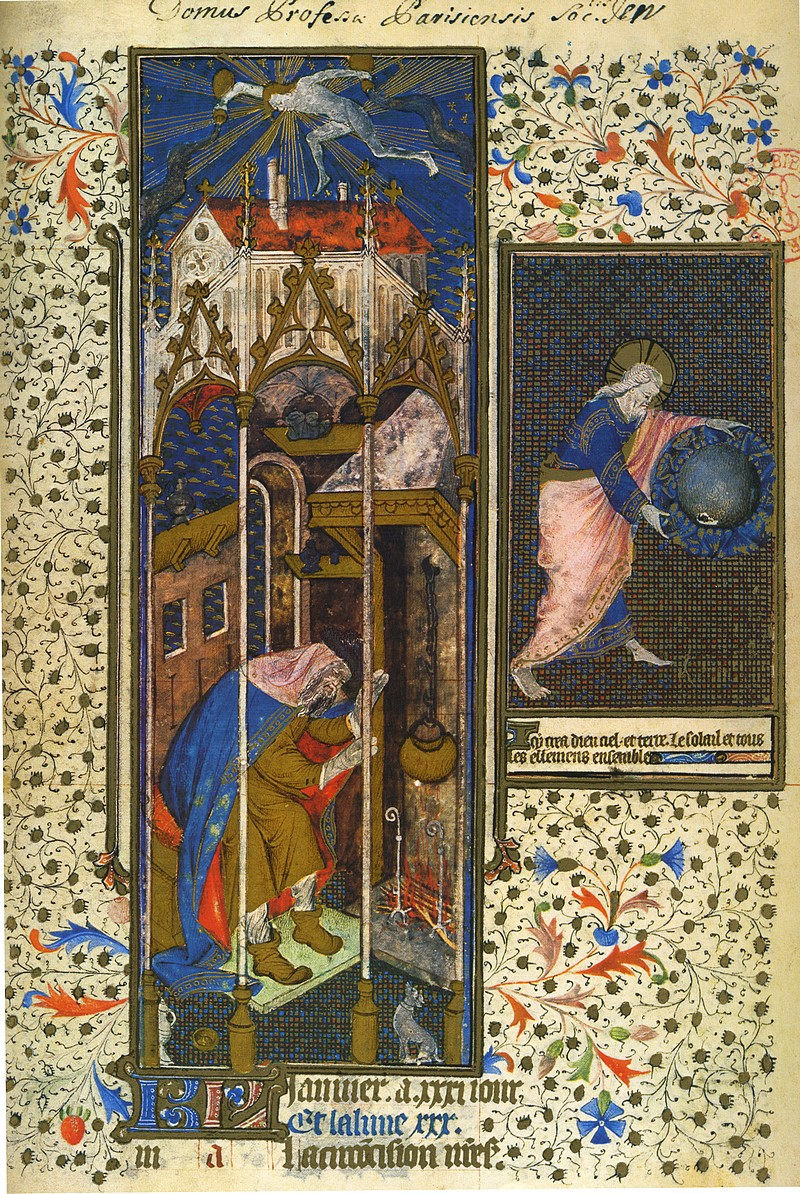
Beginpagina voor Januari, f1r

### Verluchtingsprogramma

#### Kalender
De kalender is verschillend van de meeste kalenders in andere getijdenboeken. Voor elke maand zijn drie bladzijden voorzien:
- Een eerste folium met een grote miniatuur die een halve kolom inneemt. Daarop is een afbeelding geschilderd met de werken of de genoegens van de maand. Bovenaan deze afbeelding is het dierenriemteken van de maand geschilderd. Onderaan wordt de naam van de maand, het aantal zonnedagen, het aantal dagen in de maancyclus en de eerste dag van de maand opgegeven. In de andere halve kolom vinden we een kleine miniatuur met een voorstelling uit het Bijbelverhaal en de begeleidende Middelfranse tekst.
- Op het tweede folium worden 16 of 15 lijnen weergegeven naargelang de maand 31 of 30 dagen telt. De kalender zelf bestaat uit 4 kolommen. In de eerste vindt men het numerus aureus[6] dat toelaat om in een gegeven jaar, de dagen van nieuwe en volle maan te bepalen. Dit was belangrijk voor de berekening van de paasdatum. In de tweede kolom vindt men de zondagsletter waarmee men de dagen van de week aan de kalender kan verbinden. De kalender is nog opgesteld in functie van de Juliaanse kalender, er is dus geen rekening gehouden met het later ingevoerde schrikkeljaar. In de derde vinden we het dagnummer uitgedrukt op Romeinse wijze met kalendae, nonae en idus. De vierde kolom bevat de naam van de heilige of van het feest dat die dag gevierd wordt. Naast de kalenderbladzijde vindt men uiteraard de miniatuur van het Bijbelverhaal.
- Het derde folium is analoog aan het tweede, het toont de overblijvende dagen en op het einde wordt de duurtijd van dag en nacht gegeven eventueel gevolgd door een aantal opmerkingen over de feestdagen. De lijnen worden achtereenvolgens in het goud en in het blauw geschreven. Bijzondere feestdagen schreef men in het rood.

#### Volbladminiaturen
De volbladminiaturen dienen in de eerste plaats om de grote onderdelen van het boek aan te kondigen. Er zijn een viertal volbladminiaturen verloren gegaan: waarschijnlijk de Geboorte van Christus en de Aanbidding der wijzen die normaal hadden moeten geschilderd zijn op de ontbrekende folia in de Mariagetijden, en daarnaast een miniatuur met Koning David bij het begin van de boetepsalmen en een Madonna bij het begin van de vijftien vreugden van de Maagd.
De bewaarde volbladminiaturen zijn:
- f27r: Kruisiging
- f45r: Annunciatie
- f70r: Maria-Visitatie
- f85v: Aankondiging aan de herders
- f94v: Opdracht in de tempel
- f99r: De vlucht naar Egypte
- f106v: God de Vader ontvangt Maria in de hemel
- f135r: Treurende Maria bij het kruis
- f143v: Pinksteren
- f154r: Christus de rechter op het einde der tijden
- f159r: De dode voor zijn rechter

## Miniaturisten
De grote kwaliteitsverschillen tussen de miniaturen laten er geen twijfel over bestaan dat meerdere miniaturisten bij de verluchting betrokken waren. De meeste kunsthistorici zijn het er over eens dat de meester naar wie het manuscript genoemd werd slechts weinig bijdroeg aan de verluchting. Hij zou tien van de elf volbladminiaturen geschilderd hebben, de kruisiging op f27r zou niet van zijn hand zijn. Deze tien miniaturen zijn volgens Marcel Thomas monumenten in de kunst van het miniatuurschilderen. Van de grote miniaturen zouden er slechts drie van zijn hand zijn, namelijk: de Madonna met kind op f33v, de Drie-eenheid op f210r en de heilige Andreus op f217r. De kruisiging op f27r en alle andere grote miniaturen, op die in de suffragia na, zouden van de hand van een andere meester zijn. Ook deze meester is zeer begaafd en origineel, maar minder geniaal dan de Rohan-meester. De grote miniaturen van de heiligen in de suffragia zijn van een derde meester die van een beduidend lager niveau is. De kleine miniaturen die het Bijbelverhaal illustreren zijn van twee of drie andere handen en zijn duidelijk van een mindere kwaliteit. Het ontwerp van de kleine miniaturen is gekopieerd van de Angevijnse Bijbel, de uitwerking is aangepast aan de toen actuele mode en stijl.
Veel van de grote miniaturen zijn gemodelleerd naar voorbeelden uit de Belles Heures van de hertog van Berry, gemaakt door de Gebroeders Van Lymborch. De relatie tussen beide manuscripten is zo groot dat men er moet van uitgaan dat de miniaturisten die aan de Rohan-getijden werkten, het manuscript van de Belles Heures binnen handbereik moeten hebben gehad.  Vermits Yolande van Aragon de vermoedelijke opdrachtgeefster dit handschrift in haar bezit had lijkt dit geen probleem te zijn.
Anderzijds kan men vaststellen dat geen enkele van de volbladminiaturen van de hand van de Rohan-meester verwijzen naar deze Belles Heures. Bij de Rohan-meester kan men slechts enkele verwijzingen naar werk van de Gebroeders Van Lymborch vaststellen. In de Vlucht naar Egypte op f99r zijn de ruiters die de Heilige Familie achtervolgen overgenomen van de Van Lymborchs maar wel uit de Très Riches Heures. Twee apostelen geknield voor de Drievuldigheid op f143v komen uit de Très belles heures de Notre-Dame. Deze handschriften waren niet in het bezit van Yolande. Wat alleszins duidelijk wordt is dat de Rohan-meester en de andere medewerkers aan het manuscript zich niet lieten inspireren door dezelfde modellen. Thomas poneerde de hypothese dat de Rohan-meester niet met de andere miniaturisten aan het handschrift zou hebben meegewerkt, maar dat het een externe artiest zou zijn die voor het toevoegen van een aantal bijzondere miniaturen apart werd gecontracteerd.

## Web links
- Grandes heures de Rohan online raadplegen.
- Bible historiée toute figurée Français